# Gram (Schwert)

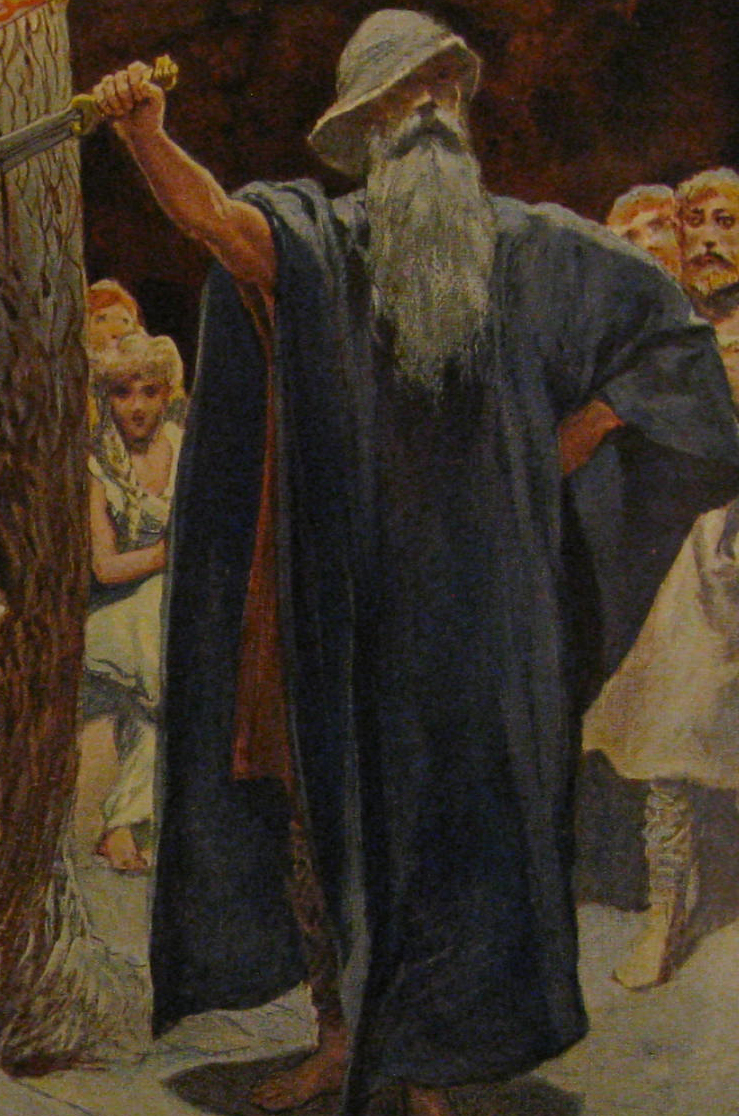
Odin in Wölsungs Halle (Gemälde von 1905)

Gram (altnordisch: Gramr, wörtlich: Grimm) ist in der nordischen/germanischen Mythologie das Schwert von Sigurd (Siegfried), dem Drachentöter. Bei Richard Wagner heißt Gram Notung (in der Partitur und dem Klavierauszug als Nothung geschrieben); im Nibelungenlied hat Siegfrieds Schwert eine gänzlich andere Vorgeschichte und heißt Balmung.
Die Sage berichtet, dass Odin im Apfelbaum in der Halle von Wölsung, Sigurds Großvater, ein Schwert platziert hatte mit dem Hinweis, nur der, für den es bestimmt sei, könne es herausziehen. Sigmund, Sohn von Wölsung und Sigurds Vater, gelingt es, das Schwert aus dem Apfelbaum zu ziehen. Sehr zu Sigmunds Leidwesen entzieht ihm Odin in der Schlacht gegen Hundings Söhne seine Gunst und zerstört persönlich Sigmunds Klinge. Bevor Sigmund nach Walhall gelangt, beauftragt er seine Frau Hjördis, die Trümmer des Schwertes für ihren ungeborenen Sohn Sigurd aufzubewahren. Sigurd schmiedet mit Reginns Hilfe aus den Trümmern ein neues Schwert und nennt es „Gram“.

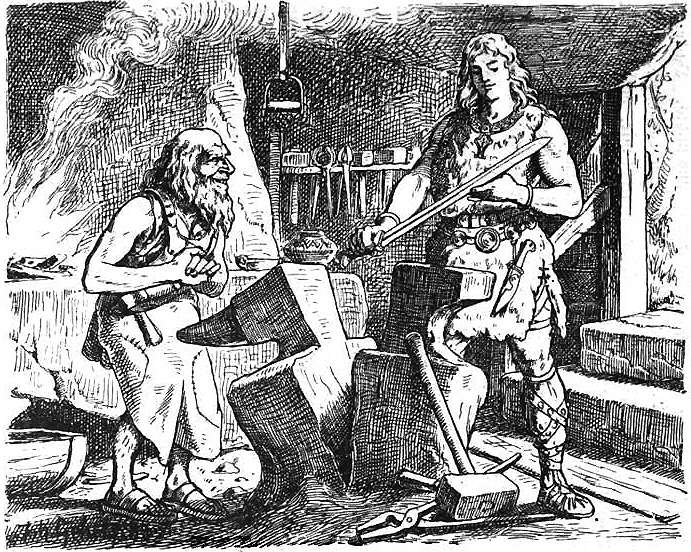
Sigurd prüft das Schwert Gram (Johannes Gehrts).

Mit Gram rächt er erst seinen Vater und besiegt dann den Drachen Fafnir sowie den hinterhältigen Reginn. Nach seinem Tod nimmt Högni (Hagen) die Waffe an sich und führt sie auch in der letzten Schlacht der Burgunden an Atlis Hof (Etzel im Nibelungenlied und historisch Attila zugeordnet). In manchen Erzählungen bekommt Hildebrand das Schwert, in anderen verschwindet es an diesem Punkt aus der Handlung.